# Zhu Yuling
Zhu Yuling (chino simplificado: 用户/祖灵; chino tradicional: 雅虎/祖灵; pinyin Zhū Yǔlíng; * 10 de enero de 1995 en Mianyang) es una jugadora de tenis de mesa chino. En 2017 se convirtió en finalista en individuales y dobles. Ella es diestra.

## Carrera
En 2010 fue internacionalmente activa por primera vez, donde ganó el Campeonato Mundial Juvenil y el Circuito Mundial Juvenil. Además, tomó la plata en el Abierto de Japón, donde perdió en la final contra Ding Ning. En 2011 ganó el Campeonato Juvenil de Asia en todas las categorías. También en el Circuito Mundial Juvenil y la Copa Mundial Juvenil Zhu mostró buenos resultados. En 2012, ganó el bronce en el Abierto de Kuwait, en las semifinales perdió 2:4 Liu Shiwen. Debido a estos buenos resultados y su colocación en el ranking mundial, fue nominada para el Mundial de 2013 en París. Aquí Zhu llegó a las semifinales, donde ganó el bronce. En dobles, ella también alcanzó esta ubicación. También en el Campeonato Asiático actuó con éxito, en singles ganó bronce en dobles y con el equipo Gold. En 2014, formó parte del equipo chino que venció a Japón en la final de la Copa del Mundo y ganó el oro. En el Pro Tour, ganó tres medallas de oro. En 2015, ella falló en los cuartos de final de la Copa del Mundo a Liu Shiwen, en el doble Zhu podría por su lado el oro. En la Grand Final de la ITTF World Tour falló en las semifinales ante Chen Meng. La Copa del Mundo no fue muy buena para Zhu, incluso en los cuartos de final le falla a Li Jiao, un jugador extranjero. Terminó tercera en la Copa de Asia. En 2016, volvió a ganar el oro con el equipo en la Copa del Mundo, las Grandes Finales ganaron se después de una victoria final sobre Han Ying. En la Copa del Mundo ganó después de una derrota final contra plata Ding Ning. En la Campeonata del Mundo, Zhu venció a Liu Shiwen 2:3 en la final y se convirtió en el #1 Ranking Mundial ITTF por primera vez. Zhu ganó el oro en la Copa de Asia en 2018, y con el equipo ganó en oro en el Campeonato Mundial.

## Éxitos

#### Individual
- Campeonato del Mundo: 2013- bronce; 2017- plata
- Copa del Mundo: 2017- oro
- Grand Final de la ITTF World Tour: 2015-bronce; 2016- oro; 2017-plata
- Copa Asiática: 2015- bronce; 2017, 2018- oro
- Campeonata de Asia: 2013, 2017- bronce; 2015- oro
- Juegos asiáticos: 2014- plata

#### Doble
- Campeonata del Mundo: 2015- oro; 2017-plata
- Grand Finals de la ITTF World Tour: 2015, 2017- oro
- Campeonata de Asia: 2013, 2017-oro; 2015- bronce

#### Mixto
- Campeonata de Asia: 2013- cuartos
- Campeonato Mundial Juvenil: 2011, 2012- bronce

#### Equipo
- Campeonata del Mundo: 2014, 2016, 2018- oro
- Juegos asiátiscos: 2014- oro
- Campeonato de Asia: 2013, 2015, 2017- oro